# Ferrari 458 Italia
Ferrari 458 Italia (Type F142) — спорткар з середнім розташуванням двигуна італійського виробника Ferrari. 458 Italia є наступником Ferrari F430 і була публічно представлена на Франкфуртському автосалоні у вересні 2009 року.

 В її розробці брав участь семиразовий чемпіон Формули 1 Міхаель Шумахер.

## Технічні характеристики

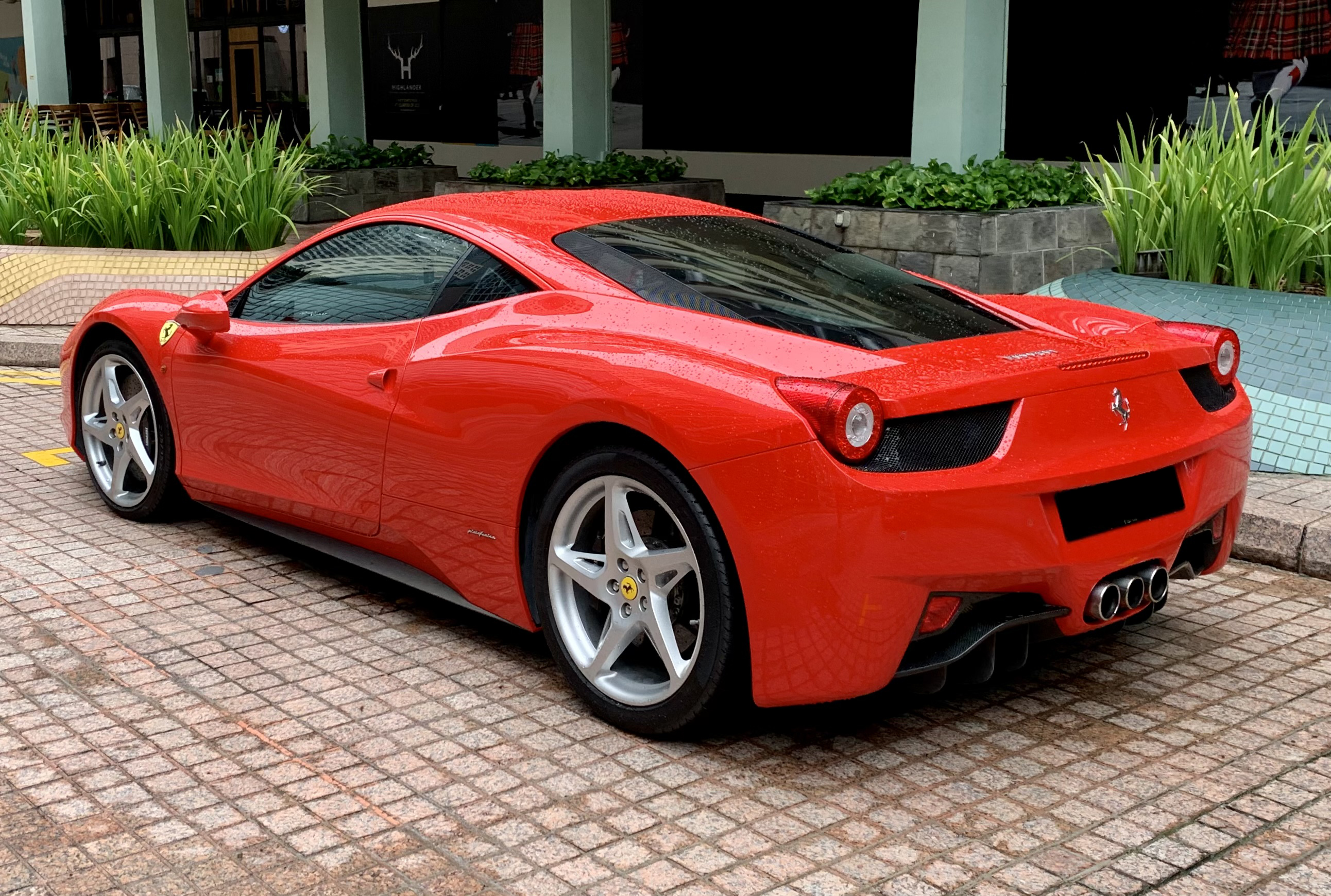
Ferrari 458 Italia

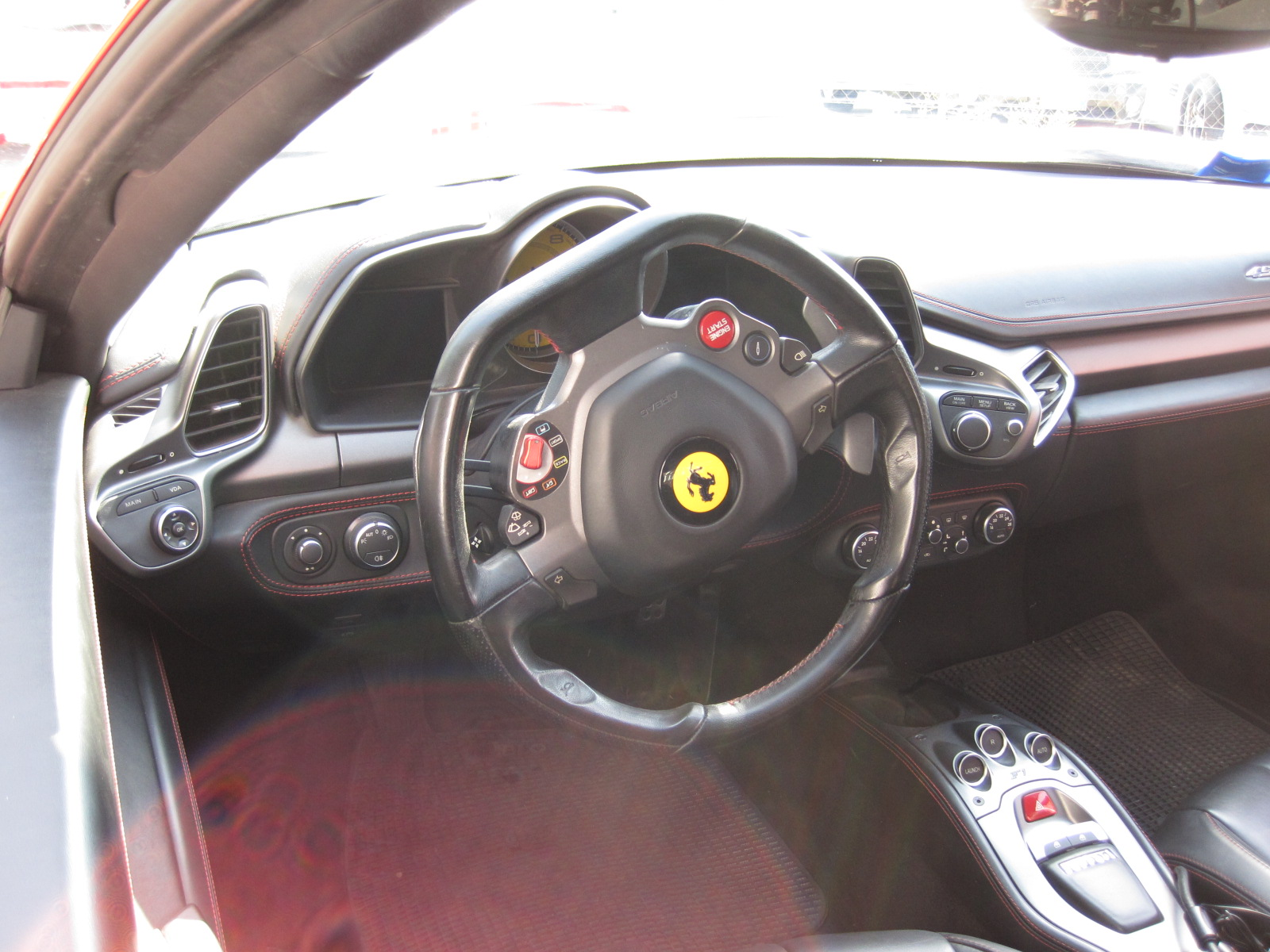
Салон

«458 Italia» побудований за традиційною середньомоторною схемою, що дає оптимальний розподіл маси автомобіля по осях. Машина створена за участю ательє Pininfarina і оснащується двигуном з безпосереднім впорскуванням палива. Двигун — восьмициліндровий, об'ємом 4499 см³ і потужністю 570 к.с. Коробка передач 7-ст. роботизована виробництва Getrag. Розгін від 0 до 100 км/год відбувається за 3,4 с; максимальна швидкість — 325 км/год. Середня витрата палива становить 13,7 л на 100 км, що значно менше, ніж у попередньої моделі, Ferrari F430.
Машина оснащується семиступінчастою роботизованою коробкою передач і полегшеним алюмінієвим шасі. Споряджена маса — 1380 кг.

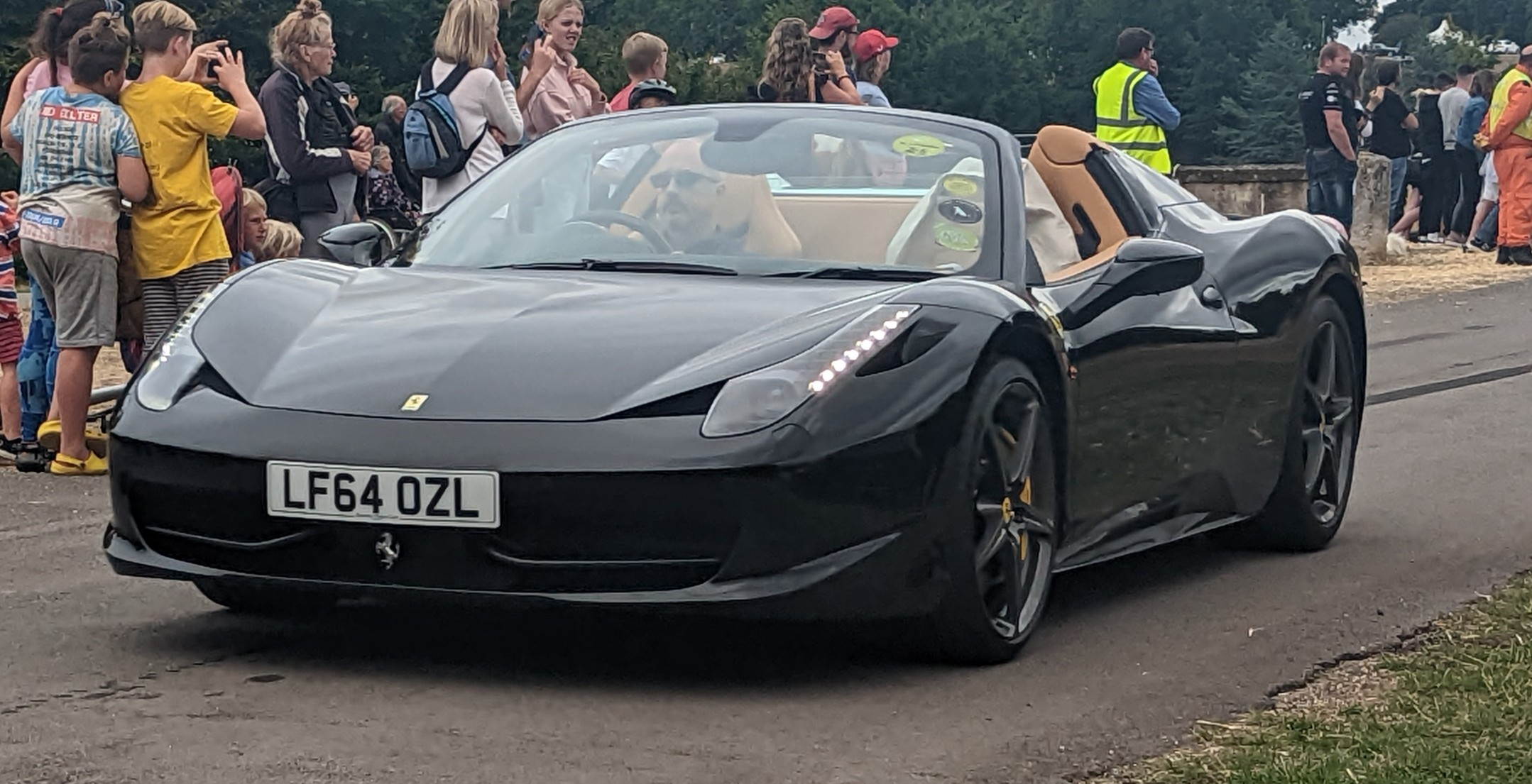
Ferrari 458 Spider

|                                | Ferrari 458 Italia |
| ------------------------------ | ------------------ |
| Циліндри/Клапани               | 8/4                |
| Об'єм (см³)                    | 4499               |
| Потужність (к.с./кВт при хв−1) | 570/419 при 9000   |
| Крутний момент (Нм/хв−1)       | 540/6000           |
| Ступінь стиску                 | 12.5:1             |
| Привід                         | Задній             |
| 0-100 км/год                   | 3,4                |
| Максимальна швидкість (км/год) | > 325              |
| Витрати пального (л/100 км)    | 13,7               |
| CO2-Викиди (г/км)              | 320                |
| Вага (кг)                      | 1380               |
| Бак (Літри)                    | 95                 |
| Роки випуску                   | з 2009             |

## Ferrari 458 Spider
У серпні 2011 року Ferrari представила відкриту версію Ferrari 458 Spider. Вона відрізняється від моделі 458 Italia в основному розсувним дахом з алюмінію, який відкривається або закривається за 14 секунд. Ferrari 458 Spider на 50 кг важча за версію купе. Трансмісія 458 Spider є ідентичною 458 Italia.
Кришка двигуна була перероблена відповідно до нового даху. Ferrari планує виробляти від 1500 до 2000 екземплярів 458 Spider щороку. Час розгону від 0 до 100 км/год залишився тим самим, але максимальна швидкість тепер становить 320 км/год.

## Ferrari 458 Speciale

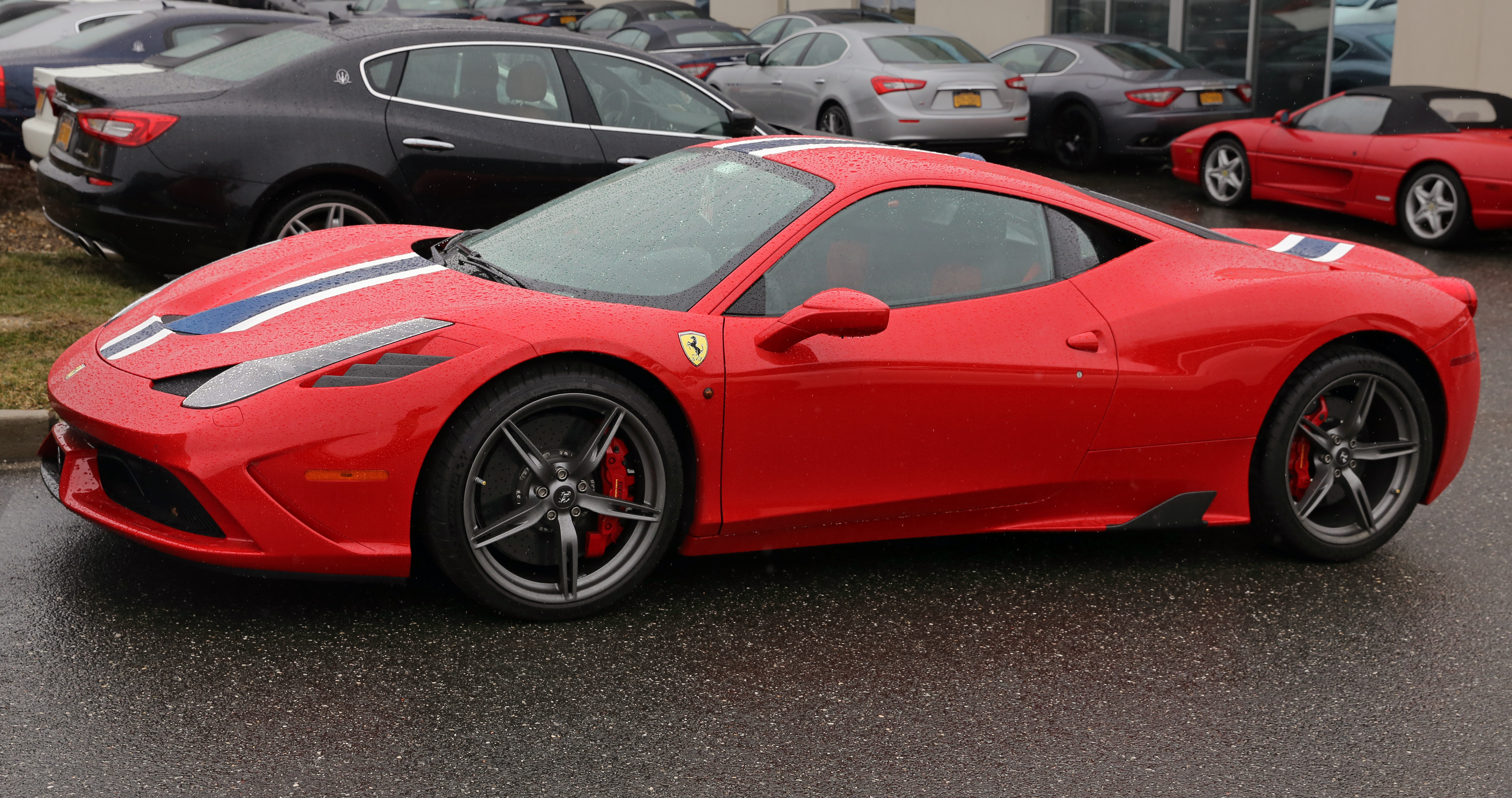
Ferrari 458 Speciale

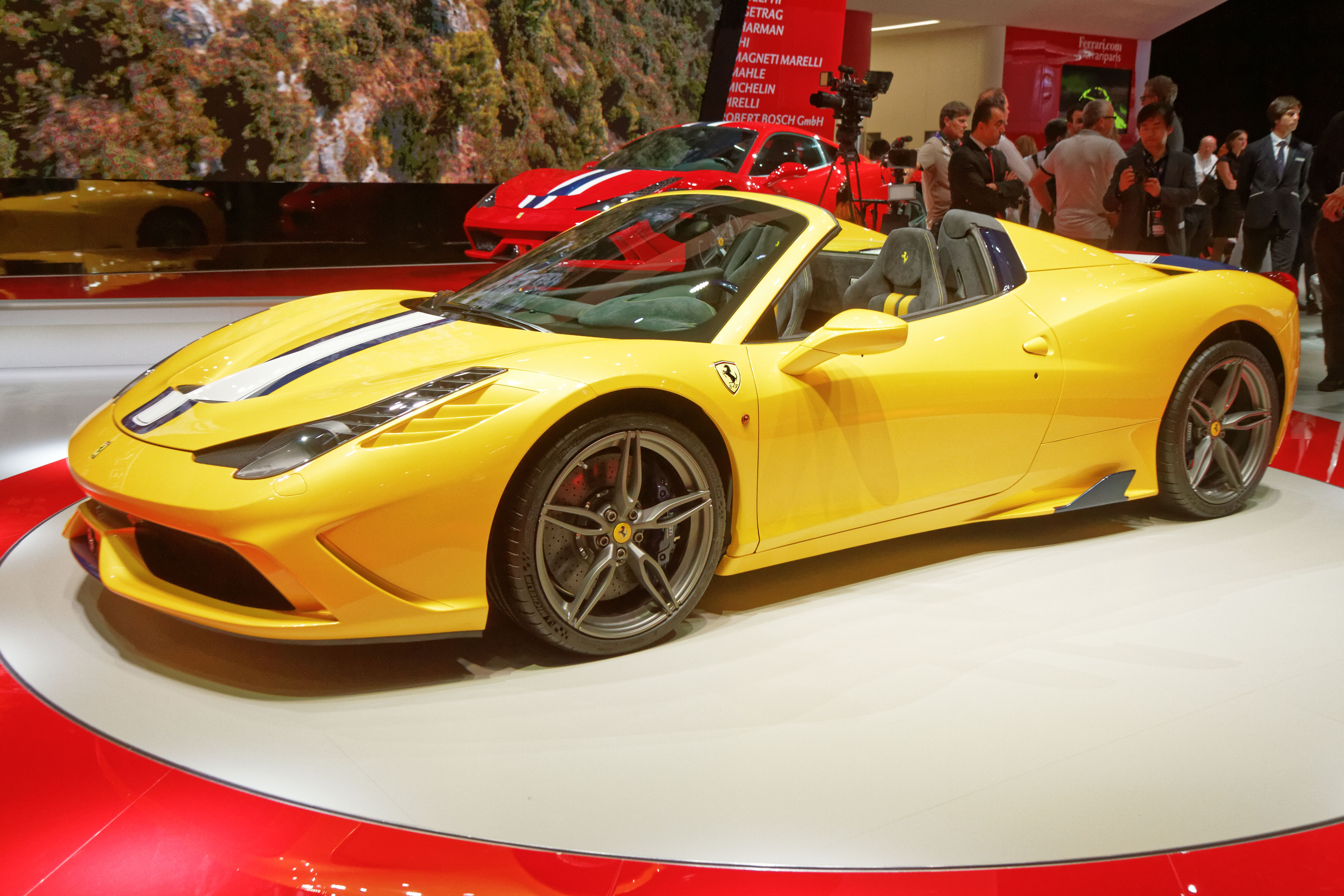
Ferrari 458 Speciale A

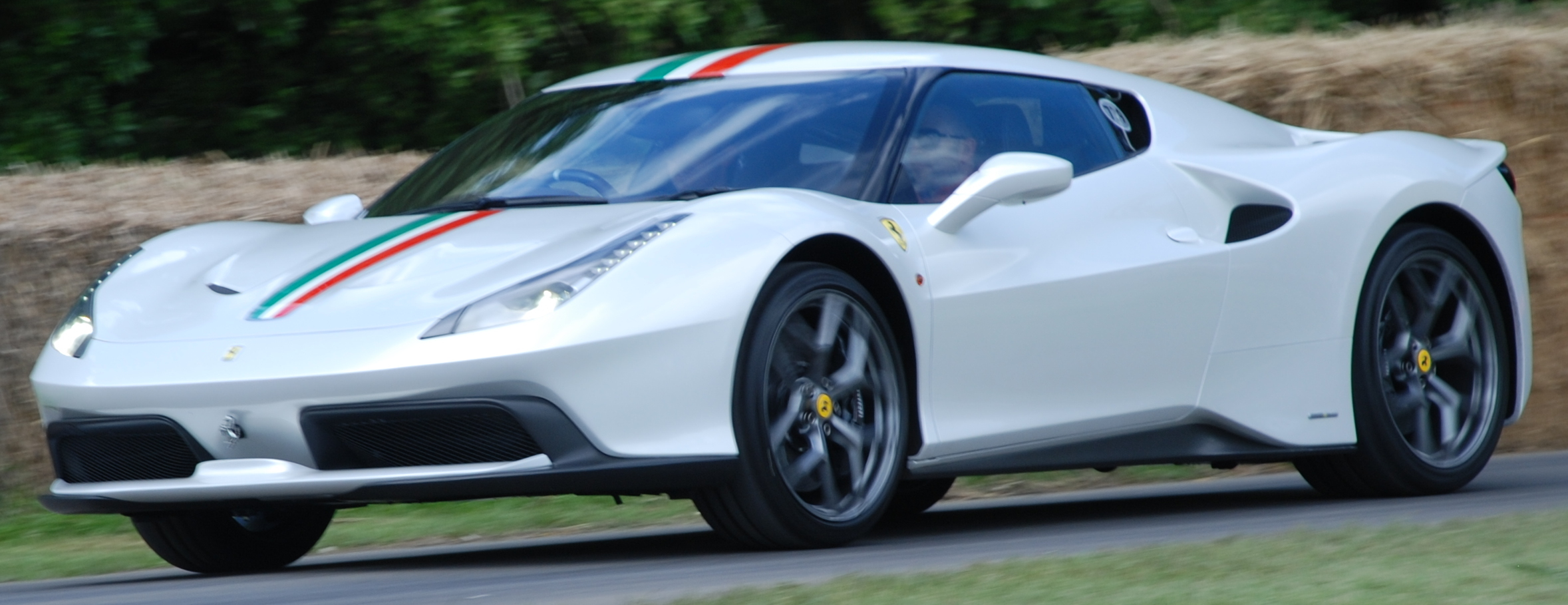
Ferrari 458 MM Speciale

10 вересня 2013 року на Франкфуртському автосалоні дебютувала Ferrari 458 Speciale, з двигуном 4.5 л V8 потужністю 605 к.с., який передає на коробку передач крутний момент величиною до 540 Нм. Це дозволяє набирати першу сотню з місця за три секунди рівно, а планку 200 км розмінювати через 9,1 с. Фірмовий же трек Fiorano версія 458 Speciale проходить за 1:23.5, що на півтори секунди швидше, ніж показник купе 458 Italia.
В 2014 році на Франкфуртському автосалоні дебютувала версія кабріолет Ferrari 458 Speciale A.
У 2016 році на основі купе був виготовлений замовний екземпляр із заводської програми One-Off - Ferrari 458 MM Speciale. Автомобіль представляє собою екстремальну версію моделі Ferrari 458 Speciale. Всі доробки спрямовані на поліпшення аеродинаміки. Машину вивів на трекові випробування в Фьорано тест-пілот Даріо Бенуцці.

## Спеціальні версії

### Ferrari SP12 EC

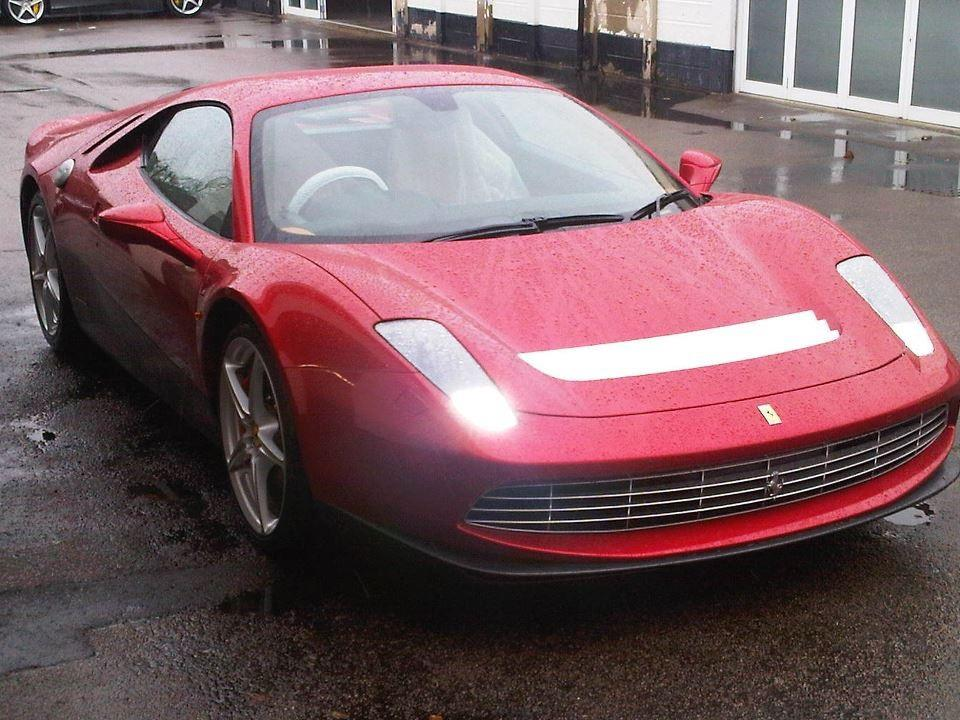
Ferrari SP12EC

У 2012 році гітарист Ерік Клептон замовив у Ferrari спеціальний автомобіль Ferrari SP12 EC розроблений на основі 458 Italia. Машина була розроблена Centro Stile Ferrari і Pininfarina, стилістично подібна на 512 BB з вісімдесятих років, трьома екземплярами якої володів Клептон.

## Сервісні кампанії
На початку вересня 2010 року компанія Ferrari оголосила про відкликання всіх без винятку випущених екземплярів моделі 458 Italia через небезпеку займання. Причиною масштабної сервісної кампанії став клей, що кріпить елементи теплоізоляції до панелей моторного відсіку автомобіля. При високій температурі склад плавиться і спалахує, що і стає причиною займання Ferrari 458 Italia. Уже відбулося кілька загорянь машин у Великій Британії, США, Франції та Швейцарії. Під час сервісної кампанії клей для панелей теплозахисту замінюють заклепками.

## Відгуки в пресі
Про автомобіль преса відгукнулася дуже схвально — так, Джеремі Кларксон сказав про його дебют:
|  | Єдиний автомобіль, якого я чекав цього року |

## Ferrari 458 Italia на екранах
Ferrari 458 Italia брала участь у фільмі Трансформери: Темний бік Місяця. Автобот на ім'я Міраж (Діно).

## Перегони

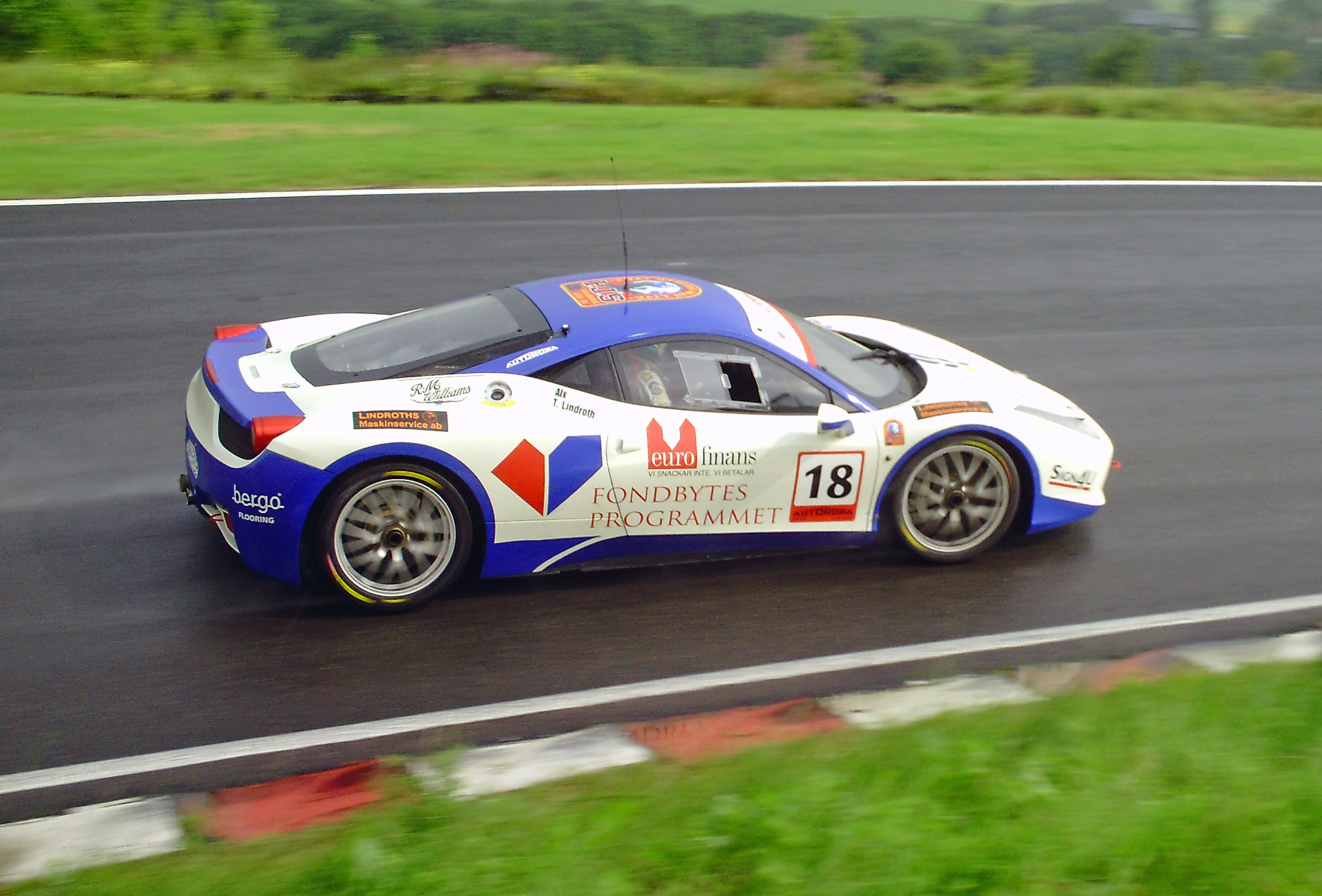
Ferrari 458 Challenge

### Ferrari 458 Challenge
Спеціально для монокубку «Ferrari Challenge» на щорічній нараді дилерів Ferrari 14 липня 2010 року представлено нову модель Ferrari 458 Challenge. Ferrari говорить, що їх новітній Ferrari Challenge на треку Fiorano показав час 1:16.5, що на дві секунди швидше, ніж попередник F430 Challenge і лише на 0,2 секунди повільніше, ніж Ferrari FXX. В порівнянні зі звичайною моделлю вагу автомобіля було зменшено за допомогою тонких кузовних панелей, панелей з вуглецевого волокна та вікон і лобового скла з полікарбонату.
У європейській серії «Ferrari Challenge», Ferrari Challenge Europa, бере участь українська команда, Ferrari Team Ukraine, яка займає високі результати.

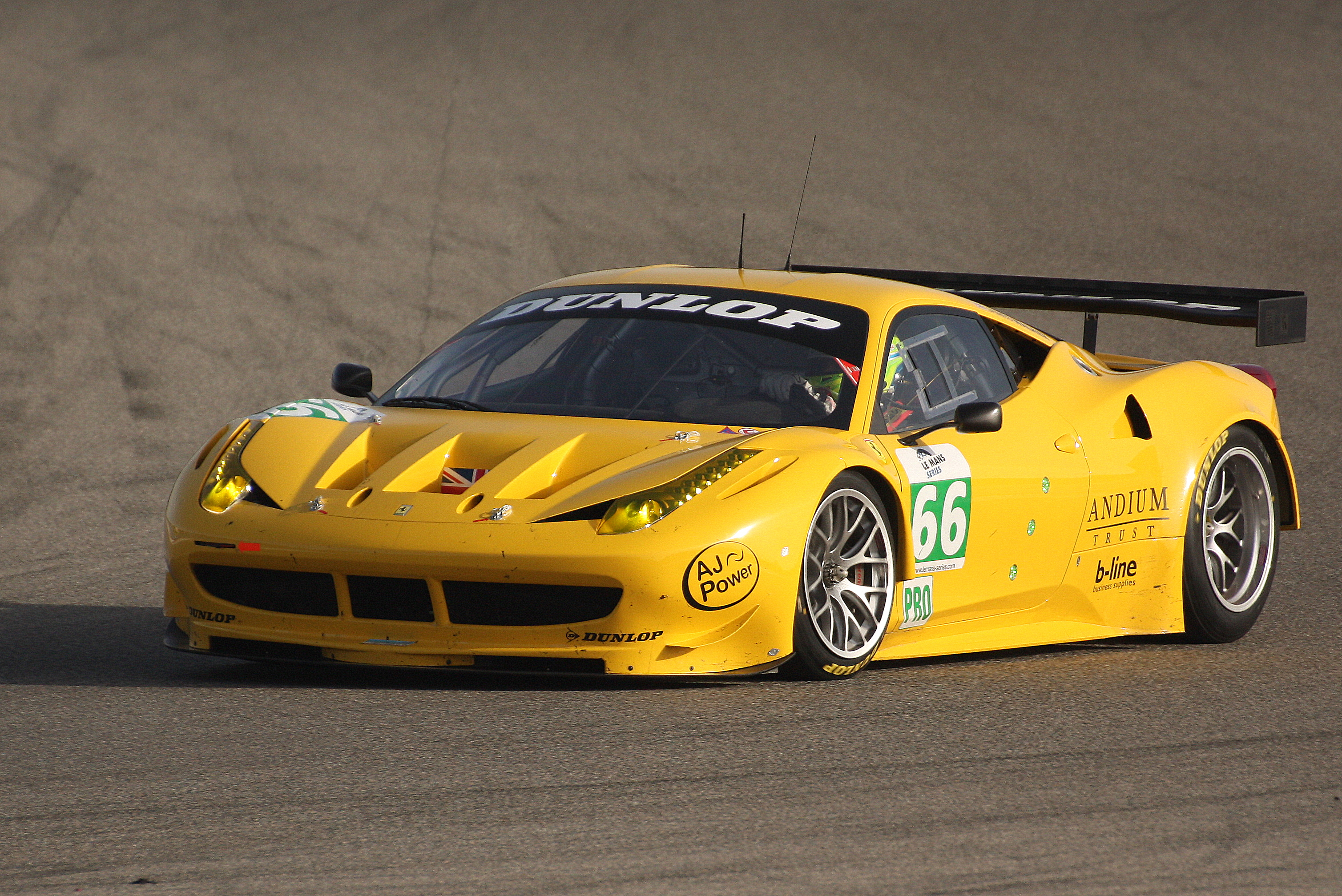
Ferrari 458 Italia GT2

### 458 Italia GT2
Ferrari представила свій новий гоночний 458 GT2 в 2011 році. Ferrari 458 GT2 комплектується 4.5L двигуном потужністю 470 к.с. (346 кВт), що менше, ніж в дорожної версії і 458 Challenge. На відміну від дорожного автомобіля, який має високі оберти двигуна, версія GT2 розвиваю обороти тільки до 6250 оборотів в хвилину, але зберігає близькі до базової моделі крутний момент. . Ferrari 458 GT2 бере участь в американській серії Ле-Ман, FIA World Endurance Championship і європейської серії Ле-Ман.

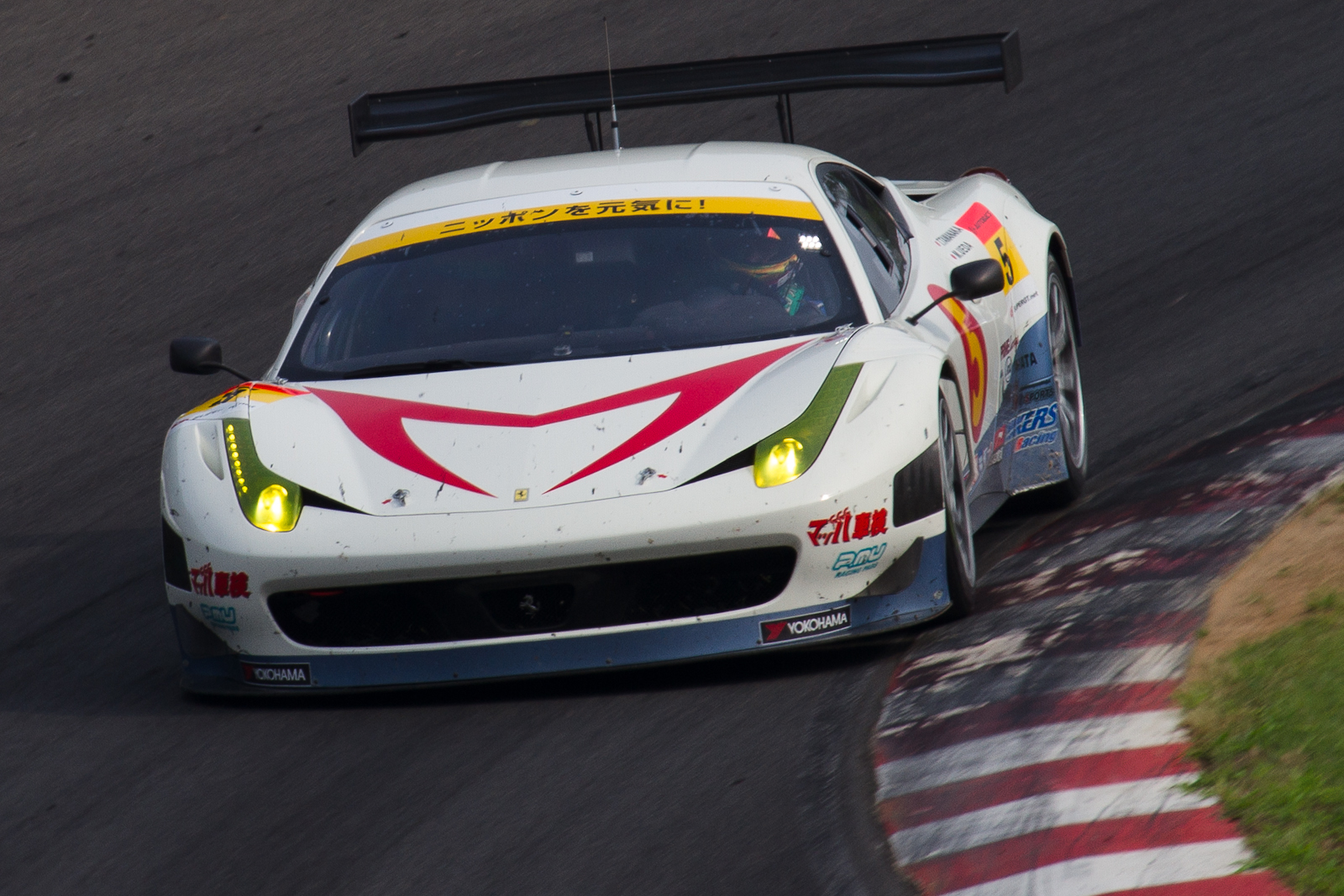
Ferrari 458 Italia GT3

### 458 Italia GT3
Ferrari представила також версія Ferrari 458 Italia GT3 в 2011 році. Автомобіль трохи легший і потужніший, ніж версія GT2, потужність двигуна становить 550 к.с., а червона зона становить 9000 оборотів в хвилину. Аеродинаміка автомобіля також дещо відрізняються через різні авіаційні правила. 458 Italia GT3 бере участь у численних гоночних серіях, включаючи FIA GT3 European Championship, FIA GT1 World Championship, Blancpain Endurance Series, International GT Open, а також інших численних національних чемпіонатах GT3.

### 458 Italia Grand-Am
У 2012 році Ferrari розробила модифіковану версію 458 GT3 для Grand-Am. Автомобіль важить стільки ж, але виробляє менше притискної сили, ніж автомобіль GT3, двигун також потужністю 500 к.с. (373 кВт), з червоною зоною 8000 оборотів в хвилину. Замість послідовної коробкою передач, автомобіль обладнаний традиційною механічною коробкою передач. Каркас також змінений через суворі правила техніки безпеки. Grand-Am версії не вистачає контролю тяги і ABS. Автомобіль дебютував в 2012 під час 24 години Дайтона.

## Продажі
| рік  | Європа |
| ---- | ------ |
| 2009 | 2      |
| 2010 | 947    |
| 2011 | 1.359  |
| 2012 | 1.498  |
| 2013 | 1.236  |
| 2014 | 1.287  |
| 2015 | 942    |
| 2016 | 111    |
| 2017 | 18     |
| 2018 | 18     |

1. ↑  Європа: 2020 ЄС 27 + Велика Британія + Швейцарія + Норвегія + Ісландія